# Lunano
Lunano é uma comuna italiana da região dos Marche, Província de Pesaro e Urbino, com cerca de 1.232 habitantes. Estende-se por uma área de 14 km², tendo uma densidade populacional de 88 hab/km². Faz fronteira com Macerata Feltria, Piandimeleto, Sassocorvaro, Urbino.